# Ясная Поляна (Белыничский район)
Ясная Поляна (бел. Ясная Паляна) — деревня в составе Ланьковского сельсовета Белыничского района Могилёвской области Республики Беларусь.

## Население
- 2010 год — 9 человек